# Jana Vojteková
Jana Vojteková (Trnava, 12 agosto 1991) è una calciatrice slovacca, difensore del Basilea e della nazionale slovacca.

## Carriera

### Club

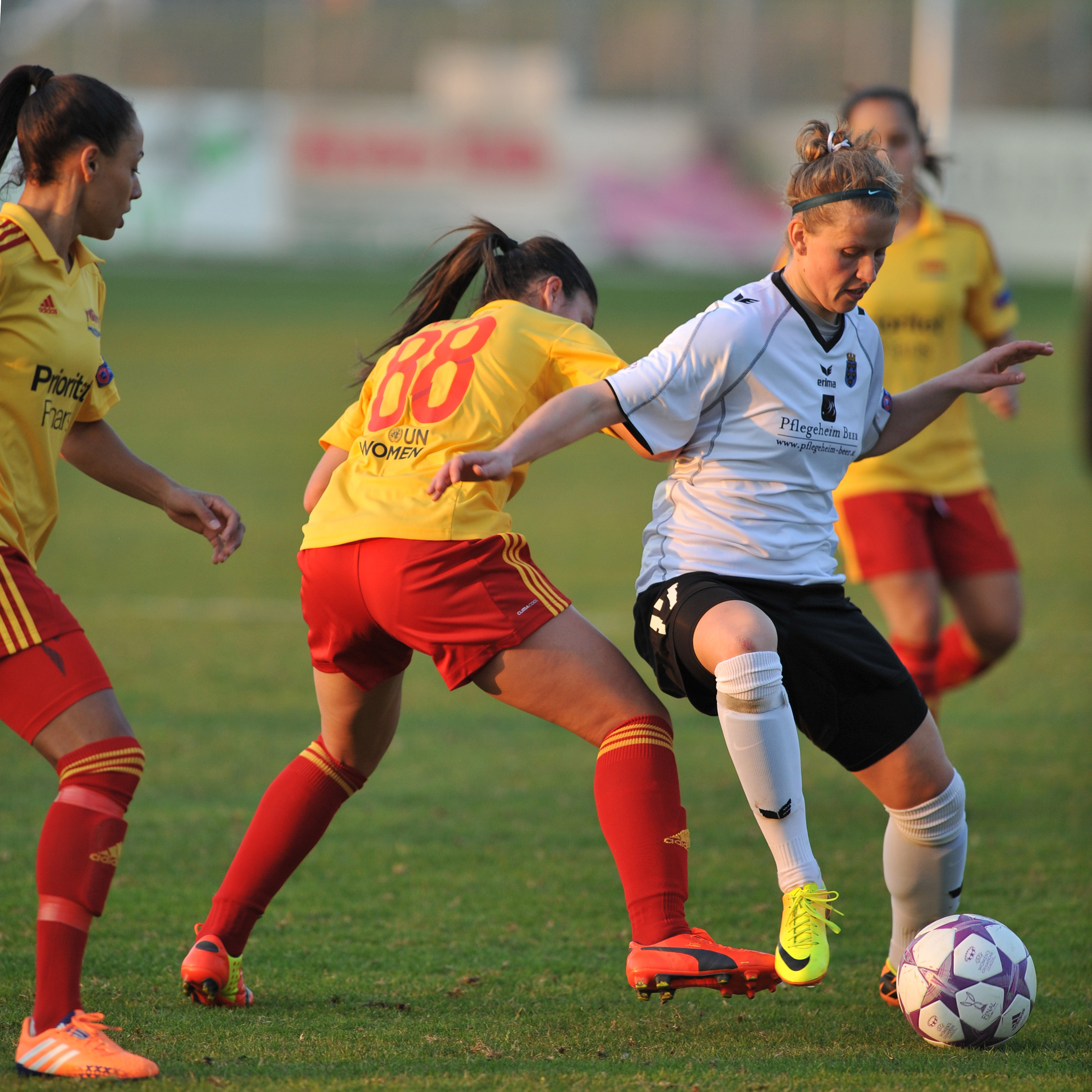
Vojteková impegnata in UEFA Women's Champions League 2013-2014 con la maglia del contro le svedesi del.

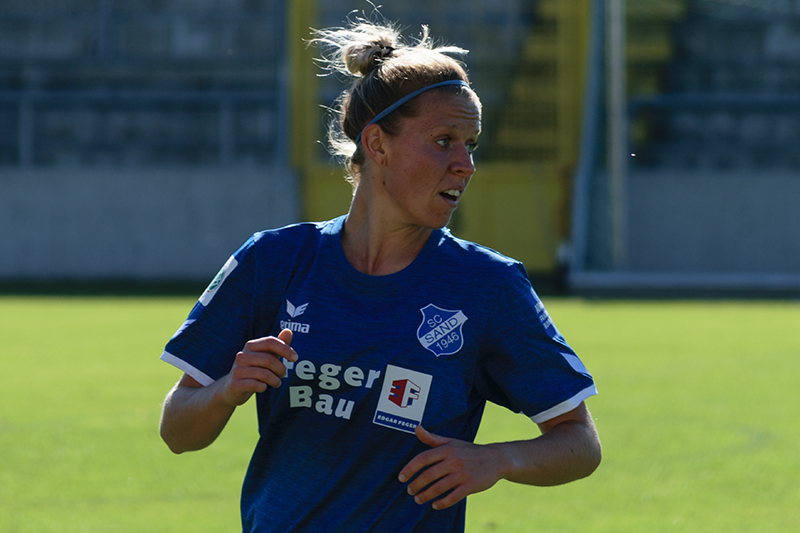
Vojteková nel 2017 con la maglia del.

Dopo essersi formata nelle giovanili dell'MTK di Leopoldov e dove inizia la sua carriera senior, nell'estate 2006 Jana Vojteková si trasferisce al Slovan Duslo Šaľa per giocare in 1. liga žien, il primo livello del campionato slovacco femminile di calcio, vestendo la maglia della società di Šaľa fino all'estate 2012 e condividendo con le compagne la conquista di due titoli nazionali e una Coppa di Slovacchia. Grazie ai risultati sportivi ottenuti dalla squadra, Vojteková fa il suo esordio in UEFA Women's Cup il 9 agosto 2007, durante la fase di qualificazione alla stagione 2007-2008, nell'incontro perso per 12-0 con le francesi dell'Olympique Lione.
Durante il successivo calciomercato estivo formalizza il suo trasferimento alla campionesse in carica del Slovan Bratislava. Con la società di Bratislava rimane la sola stagione 2012-2013, tornando a giocare il torneo UEFA per club femminili, ridenominato UEFA Women's Champions League, per la stagione entrante. In campionato la squadra deve cedere il titolo al Union Nové Zámky mentre strappa alle avversarie la Coppa di Slovacchia 2013, mentre il percorso in Champions League si interrompe già alle fasi preliminari.
Nell'estate 2013 annuncia il suo trasferimento a quello che sarà solo il primo dei campionati esteri, quello austriaco, dopo aver trovato un accordo con il Neulengbach campione in carica per la stagione entrante. Al suo primo campionato con il club dell'omonimo centro del distretto di Sankt Pölten-Land, in Bassa Austria, festeggia con le compagne la conquista del titolo di Campione d'Austria.
Durante il calciomercato estivo 2015 si trasferisce assieme alla sua connazionale Dominika Škorvánková al Sand per giocare in Frauen-Bundesliga, il livello di vertice del campionato tedesco. Benché la squadra in campionato non riesca a staccarsi dalle posizioni di bassa classifica, raggiungendo il nono in Frauen-Bundesliga 2015-2016 e l'ottavo in quello 2016-2017, nelle prime due stagioni il Sand raggiunge la finale di Coppa di Germania venendo sconfitto per 2-1 dalle avversarie del Wolfsburg in entrambe le occasioni.
Nell'estate 2019 si è trasferita al Friburgo, continuando a giocare nella Frauen-Bundesliga. Ha militato nel Friburgo per quattro stagioni consecutive, per poi passare all'inizio della stagione 2023-24 al Basilea, partecipante alla Women's Super League elvetica.

### Nazionale
Vojteková inizia ad essere convocata dalla federazione calcistica della Slovacchia (SFZ) nelle nazionali giovanili, inizialmente nella formazione under 17 per passare all'under 19 dal 2006. Inserita in rosa nella squadra che disputa le qualificazioni all'Europeo di 2007, fa il suo debutto nel torneo il 26 settembre 2006, in occasione dell'incontro perso 4-0 con le pari età dell'Irlanda.
Dal 2010 entra in rosa con la nazionale maggiore, disputando le qualificazioni agli europei di Svezia 2013, Paesi Bassi 2017 e Inghilterra 2022, e ai mondiali di Germania 2011 e Francia 2019 senza ancora riuscire a qualificarsi per una fase finale.

## Statistiche

### Presenze e reti nei club
Statistiche aggiornate al 2 novembre 2024.
| Stagione        | Squadra         | Campionato      | Campionato | Campionato | Coppe nazionali | Coppe nazionali | Coppe nazionali | Coppe internazionali | Coppe internazionali | Coppe internazionali | Altre coppe | Altre coppe | Altre coppe | Totale | Totale |
| Stagione        | Squadra         | Comp            | Pres       | Reti       | Comp            | Pres            | Reti            | Comp                 | Pres                 | Reti                 | Comp        | Pres        | Reti        | Pres   | Reti   |
| --------------- | --------------- | --------------- | ---------- | ---------- | --------------- | --------------- | --------------- | -------------------- | -------------------- | -------------------- | ----------- | ----------- | ----------- | ------ | ------ |
| 2015-2016       | Sand            | BL              | 22         | 2          | CG              | 6               | 0               | -                    | -                    | -                    | -           | -           | -           | 28     | 2      |
| 2016-2017       | Sand            | BL              | 13         | 1          | CG              | 3               | 0               | -                    | -                    | -                    | -           | -           | -           | 16     | 1      |
| 2017-2018       | Sand            | BL              | 20         | 2          | CG              | 3               | 4               | -                    | -                    | -                    | -           | -           | -           | 23     | 6      |
| 2018-2019       | Sand            | BL              | 21         | 3          | CG              | 2               | 2               | -                    | -                    | -                    | -           | -           | -           | 23     | 5      |
| Totale Sand     | Totale Sand     | Totale Sand     | 76         | 8          | -               | 14              | 6               | -                    | -                    | -                    | -           | -           | -           | 90     | 14     |
| 2019-2020       | Friburgo        | BL              | 17         | 1          | CG              | 0               | 0               | -                    | -                    | -                    | -           | -           | -           | 17     | 1      |
| 2020-2021       | Friburgo        | BL              | 21         | 2          | CG              | 3               | 1               | -                    | -                    | -                    | -           | -           | -           | 24     | 3      |
| 2021-2022       | Friburgo        | BL              | 20         | 4          | CG              | 2               | 1               | -                    | -                    | -                    | -           | -           | -           | 22     | 5      |
| 2022-2023       | Friburgo        | BL              | 17         | 1          | CG              | 2               | 0               | -                    | -                    | -                    | -           | -           | -           | 19     | 1      |
| Totale Friburgo | Totale Friburgo | Totale Friburgo | 75         | 8          | -               | 7               | 2               | -                    | -                    | -                    | -           | -           | -           | 82     | 10     |
| 2023-2024       | Basilea         | WSL             | 19         | 3          | CS              | 1               | 0               | -                    | -                    | -                    | -           | -           | -           | 20     | 3      |
| 2024-2025       | Basilea         | WSL             | 3          | 0          | CS              | -               | -               | -                    | -                    | -                    | -           | -           | -           | 3      | 0      |
| Totale Basilea  | Totale Basilea  | Totale Basilea  | 22         | 3          | -               | 1               | 0               | -                    | -                    | -                    | -           | -           | -           | 23     | 3      |
| Totale carriera | Totale carriera | Totale carriera | 171        | 19         | -               | 22              | 8               | -                    | -                    | -                    | -           | -           | -           | 195    | 27     |

## Palmarès
- Campionato austriaco: 1

Neulengbach: 2013-2014
- Campionato slovacco femminile: 2

Slovan Duslo Šaľa: 2006-2007, 2007-2008
- Coppa di Slovacchia femminile: 1

Slovan Duslo Šaľa: 2009-2020
Slovan Bratislava: 2012-2013